# William Doughty (artiste)
Pour les articles homonymes, voir William Doughty et Doughty.
William Doughty, né à York vers 1757 et mort vers 1782, est un graveur et un peintre anglais.

## Biographie
En 1776, il devient élève de Sir Joshua Reynolds, et après une tentative infructueuse de portraitiste en Irlande, il s'installe à Londres en 1779 ; mais l'année suivante, il s'embarque pour Bengale, après avoir épousé une servante de la maison de Reynolds. Son navire est cependant capturé par les Français et les Espagnols, qui l'emmènent à Lisbonne, où il meurt en 1782.
Deux tableaux qu'il a exposés étaient un Circé et un portrait de Sir Joshua Reynolds, mais il a eu plus de succès avec ses gravures à l'eau-forte et en manière noire, parmi lesquelles :
- Thomas Beckwith, la cité des Antiquaires de York.
- Thomas Gray, le Poète.
- L'amiral Keppel ; d'après Sir Joshua Reynolds.
- William Mason, le Poète ; d'après la même.
- Mary Palmer, la nièce de Sir Joshua Reynolds, d'après la Marquise de Thomond ; d'après la même.
- Le dr Samuel Johnson ; d'après la même.